# Remote Combat Effects Campaign Medal
La Remote Combat Effects Campaign Medal (RCECM) est une médaille militaire de l'United States Air Force (armée de l'air des États-Unis) et de l'United States Space Force (armée de l'espace des États-Unis) créée le 22 mai 2019. La médaille reconnaît le personnel de l'armée de l'air, "en statut non déployé, qui a participé directement à une opération de combat du département de la défense des États-Unis (Department of Defense - DoD) à partir d'un lieu éloigné".

## Éligibilité
Le RCECM sera décerné aux aviateurs et aux gardiens servant dans les domaines de carrière des aéronefs téléguidés, du cyberespace et du renseignement, de la surveillance et de la reconnaissance, qui créent des effets de combat directs à partir d'emplacements éloignés et conduisent à des résultats stratégiques ou à l'application d'une force létale. Dans certaines circonstances, des aviateurs et des gardiens d'autres domaines de carrière peuvent être pris en considération pour le RCECM, ce qui sera examiné au cas par cas.
Les militaires peuvent se voir décerner le RCECM pour des actions accomplies le 11 septembre 2001 ou après cette date, alors qu'ils servaient également dans les conditions suivantes :
1. a été affecté ou attaché à une unité soutenant directement une opération de combat du ministère de la Défense approuvée par le chef d'état-major de l'armée de l'air (voir liste ci-dessous).
2. servait dans un domaine professionnel lié aux aéronefs téléguidés, à la cybernétique, à l'espace ou au renseignement, à la surveillance et à la reconnaissance
3. a participé personnellement à l'utilisation d'un système d'arme ayant un impact direct et immédiat sur les opérations de combat
4. n'a pas été physiquement exposé à des actions hostiles ou n'a pas couru le risque d'être exposé à des actions hostiles.

### Campagnes admissibles
Opérations de combat qualifiées du ministère de la défense :
| Opération                       | De                 | A                 |
| ------------------------------- | ------------------ | ----------------- |
| Enduring Freedom (OEF)          | 11 septembre 2001  | 28 décembre 2014  |
| Iraqi Freedom (OIF)             | 19 mars 2003       | 31 août 2010      |
| Nomad Shadow (ONS)              | 5 novembre 2007    | Date à déterminer |
| New Dawn (OND)                  | 1er septembre 2010 | 31 décembre 2011  |
| Inherent Resolve (OIR)          | 15 juin 2014       | 30 mars 2016      |
| Freedom's Sentinel (OFS)        | 1er janvier 2015   | 31 août 2021      |
| Odyssey Lightning (OOL)         | 1er août 2016      | 19 décembre 2016  |
| Opération Pacific Eagle (OPE–P) | 5 octobre 2017     | Date à déterminer |

Les aviateurs qui ont reçu une médaille ou un ruban de campagne ou expéditionnaire du DoD ou de l'Air et de l'Espace pour la même période de service ne peuvent pas recevoir la RCECM.
Le personnel éligible ne recevra qu'une seule médaille s'il remplit les critères initiaux d'attribution. Une campaign star (étoile de campagne) de bronze distincte est portée sur la suspension ou le ruban de la médaille pour reconnaître chaque opération de combat qualifiée du DoD à laquelle le personnel a participé pendant un ou plusieurs jours.

## Description de la médaille
La médaille est ornée d'un disque métallique de couleur bronze de 1 ¼ pouce (31,75 mm) de diamètre portant une étoile. L'étoile derrière la sphère quadrillée évoque la puissance et la capacité d'agir à distance sur le champ de bataille, n'importe où dans le monde. Le delta suivi de la traînée de condensation représente les avions et les systèmes d'armes pilotés à distance. Le symbole de Hap Arnold représente l'armée de l'air américaine. Le revers porte une inscription circulaire, "COMBAT EFFECTS CAMPAIGN" en haut et "UNITED STATES AIR FORCE" en bas, ainsi qu'un symbole "Hap Arnold" au-dessus d'une inscription empilée qui se lit "REMOTE COMBAT SUPPORT". Deux deltas biseautés encadrent l'inscription circulaire.
Le ruban est essentiellement bleu, avec une large bande centrale bleu clair flanquée de part et d'autre d'une étroite bande blanche. Ces couleurs représentent l'armée de l'air américaine.

## Sources
- (en) Cet article est partiellement ou en totalité issu de l’article de Wikipédia en anglais intitulé « Remote Combat Effects Campaign Medal » (voir la liste des auteurs).